# Sielsowiet Worniany
Sielsowiet Worniany (biał. Варнянскі сельсавет, Warnianski sielsawiet; ros. Ворнянский сельсовет) – sielsowiet na Białorusi, w obwodzie grodzieńskim, w rejonie ostrowieckim, z siedzibą w Wornianach.

## Demografia
Według spisu z 2009 sielsowiety Worniany i Trokieniki zamieszkiwało 3780 osób, w tym 3420 Białorusinów (90,47%), 230 Polaków (6,08%), 73 Rosjan (1,93%), 34 Litwinów (0,90%), 18 Ukraińców (0,48%), 1 Mordwa (0,03%) i 4 osoby, które nie podały żadnej narodowości.
Do 2019 liczba ludności spadła do 3749 osób. Największymi miejscowościami były wówczas Worniany (1519 mieszkańców), Trokieniki 1 (361 mieszkańców), Worona (358 mieszkańców), Goza (147 mieszkańców) i Bystrzyca (115 mieszkańców). Liczba ludności żadnej z pozostałych miejscowości nie przekraczała 90 osób.
1 stycznia 2022 liczba mieszkańców wyniosła 3259 osób.

## Geografia
Sielsowiet geograficznie położony jest na Nizinie Naroczańsko-Wileńskiej, a historycznie na Wileńszczyznie, w środkowej części rejonu ostrowieckiego. Największą rzeką jest Wilia.
Zachodnią granicą sielsowietu jest granica państwowa z Litwą.

## Transport i gospodarka
Przez sielsowiet przebiegają drogi republikańskie R45, R48 i R52. Zlokalizowane jest tu białorusko-litewskie drogowe przejście graniczne Kotłówka-Ławaryszki.
W latach 10. XXI w. na terenie sielsowietu zbudowano Białoruską Elektrownię Jądrową, będącą jedyną elektrownią jądrową na Białorusi.

## Historia
26 lutego 2013 do sielsowietu Worniany włączono w całości likwidowany sielsowiet Trokieniki.

## Miejscowości
- agromiasteczka:
  - Trokieniki 1
  - Worniany
  - Worona
- wsie:

| - - Bobrowniki - Bodziwoły - Bolniki - Brzozówka - Bystrzyca - Chroły - Czerniszki - Czyżowszczyzna - Folwarki - Goza - Grebały | - - Ignacowo - Jurczuny - Karłowszczyzna - Kierniany - Kłoniszki - Korwele - Kotłówka - Kowalewka - Krzyżówka - Kuliszki - Lipki | - - Ławejkuny - Łozowe - Łynkiszki - Mackieły - Mielniki - Mieślany - Nowodróżki - Nowosady - Owieny - Piotropol - Podworyszki | - - Powoksza - Rakiszki - Rogaliszki - Rudziszki - Rudziszki 1 - Sanowo - Senakle - Sienkańce - Słoboda - Słobódka | - - Staubury - Symonele - Szulniki - Tartak - Trokieniki 2 - Wojdaciszki - Zagozie - Zapolniki - Zielonka - Żarnele |

- chutory:

| - - Aloksa - Annopol - Bobrowniki - Downaryszki - Dubniki - Gryszkojcie - Kryżouka - Linomargi - Lucjanowo - Michałowo | - - Miedzieliszki - Nidziany - Osinówka - Piwienie - Sosoniszki - Symoniszki - Wada - Wołejkiszki - Żwirble |